# Külsheim
Külsheim település Németországban, azon belül Baden-Württembergben. Lakosainak száma 5414 fő (2023. december 31.). Külsheim Wertheim és Werbach községekkel határos.

## Népesség
A település népessége az elmúlt években az alábbi módon változott:
| Lakosok száma | 4811 | 5963 | 5793 | 5911 | 5322 | 5933 | 5907 | 5665 | 5254 | 5414 |
|               | 1961 | 1967 | 1974 | 1980 | 1987 | 1993 | 2000 | 2006 | 2013 | 2023 |